# Fredede fortidsminder i Dragør Kommune
Denne liste over fredede fortidsminder i Dragør Kommune viser alle fredede fortidsminder i Dragør Kommune. Listen bygger på data fra Kulturarvsstyrelsen.
| Stednavn                 | Type        | Datering                          | Seværdighed (Verdensarv, National, Lokal, Nej) | ID (Link til Kulturarv.dk) | Koordinater                                   | Billede     | Bemærkning |
| ------------------------ | ----------- | --------------------------------- | ---------------------------------------------- | -------------------------- | --------------------------------------------- | ----------- | ---------- |
| Batterihøj skanse        | Skanse      | Nyere tid (ca. 1661 til 2009)     | Nej                                            | 96416                      | 55°35′21″N 12°40′21″Ø / 55.58928°N 12.67243°Ø | Upload foto |            |
| Blushøj                  | Rundhøj     | Oldtid (ca. -250000 til 1066)     | Nej                                            | 95987                      | 55°35′29″N 12°39′59″Ø / 55.59139°N 12.66644°Ø | Upload foto |            |
| Dragør Fort              | Befæstning  | Historisk Tid (ca. 1067 til 2009) | Nej                                            | 190217                     | 55°35′19″N 12°40′42″Ø / 55.58860°N 12.67829°Ø | Upload foto |            |
| Kongelunden              | Mindesmærke | Nyere tid (ca. 1800 til 1899)     | Nej                                            | 190239                     | 55°34′35″N 12°35′08″Ø / 55.57630°N 12.58563°Ø | Upload foto |            |
| Kongelunds Fort/Batteri  | Befæstning  | Historisk Tid (ca. 1067 til 2009) | Nej                                            | 190236                     | 55°33′44″N 12°33′57″Ø / 55.56213°N 12.56589°Ø | Upload foto |            |
| Løvenskjolds Mindestøtte | Mindesmærke | Nyere tid (ca. 1800 til 1899)     | Nej                                            | 190237                     | 55°34′31″N 12°34′47″Ø / 55.57523°N 12.57971°Ø | Upload foto |            |
| Store Magleby            | Skanse      | Historisk Tid (ca. 1067 til 2009) | Nej                                            | 190240                     | 55°34′09″N 12°33′47″Ø / 55.56927°N 12.56300°Ø | Upload foto |            |
| Store Magleby            | Skanse      | Historisk Tid (ca. 1067 til 2009) | Nej                                            | 190241                     | 55°34′24″N 12°33′48″Ø / 55.57344°N 12.56347°Ø | Upload foto |            |
| Store Magleby            | Skanse      | Historisk Tid (ca. 1067 til 2009) | Nej                                            | 190242                     | 55°34′04″N 12°33′51″Ø / 55.56787°N 12.56427°Ø | Upload foto |            |
| Store Magleby            | Skanse      | Historisk Tid (ca. 1067 til 2009) | Nej                                            | 190243                     | 55°34′15″N 12°33′47″Ø / 55.57090°N 12.56292°Ø | Upload foto |            |